# Lelije Cipiko
Lelije Cipiko (Trogir, 11. kolovoza 1721. – Split, 24. ožujka 1807.), trogirski plemić, splitski nadbiskup i posljednji primas Dalmacije i cijele Hrvatske (1784. – 1807.).
Podrijetlom je iz poznate trogirske plemićke obitelji Cipiko (Ćipiko, Cippiko). Odrastao je u Kaštel Starom. Nakon završenog školovanja u Trogiru, nastavio je školovanje u hrvatskom zavodu u Loretu, da bi na sveučilištu u Padovi stekao doktorat iz crkvenog i civilnog prava.
Po povratku u domovinu, obavljao te kanoničke i arhiđakonske službe u trogirskoj biskupiji, papa Pio VI. (1775. – 1799.) imenovao ga je 1783. godine šibenskim biskupom, zatim sljedeće godine trogirskim te iste godine splitskim nadbiskupom.
Nakon pada Mletačke Republike 1797. godine i u početku austrijske uprave, zalagao se za sjedinjenje Dalmacije s banskom Hrvatskom te je u tom smislu vodio pregovore sa zagrebačkim biskupom Maksimilijanom Vrhovcem i austrijskim carem Franjom II.